# Denise Robins
Denise Robins, il cui nome da nubile era Denise Naomi Klein (Londra, 1º febbraio 1897 – 1º maggio 1985), è stata una scrittrice britannica di romanzi rosa, presidente della Romantic Novelists' Association.
Ha scritto sotto una varietà di pseudonimi storie brevi, opere, e circa duecento romanzi. I suoi libri hanno venduto oltre cento milioni di copie complessivamente. Il suo nome da nubile era Denise Naomi Klein.

## Famiglia
Era figlia di Kathleen Clarice Cornwell, anche lei prolifica scrittrice dai molti pseudonimi, e del primo marito, Hermann Klein, professore di musica e giornalista. Due dei figli Kleins sono diventati scrittori. Adrian Bernard Klein (1892-1969) scrisse libri sulla fotografia e sulla cinematografia.
Kathleen Clarice era nata a Melbourne, in Australia, l'11 marzo 1872 ed era la figlia di George Cornwell e di sua moglie Jemima Ridpath. George Cornwell diresse un'impresa ferroviaria prima di trovare dell'oro in Australia in diverse miniere. La sua figlia maggiore, Alice Cornwell, nata nel 1852 fu estremamente ricca dal 1890, e di ritorno in Inghilterra acquistò il giornale Sunday Times.
L'infanzia di Denise, Adrian e Daryl Klein era ben lungi dall'essere risolta. I loro genitori si erano sposati nel 1890. Kathleen Klein aveva iniziato una relazione con un funzionario del Reggimento Worcestershire chiamato Herbert Dealtry Berkeley, che era molto più giovane di suo marito e di lei, e quando Hermann Klein venne a conoscenza dell'adulterio della moglie, presentò una petizione per il divorzio, che gli è stato concesso nel dicembre 1901. Kathleen ha poi sposato Dealtry.
Nel 1905, i Dealtry ebbero alcuni gravi problemi finanziari che li portarono al fallimento. Vissero poi in America per qualche anno ma, dal 1908, Kathleen (o 'Kit') Dealtry tornò a Londra per scrivere nuovi romanzi. Nel 1918 si sposò per la terza volta e scrisse almeno tre libri.

## Venendo al dunque
Una volta lasciata la scuola, Denise Klein è andata a lavorare come giornalista per l'DC Thomson Press, poi è diventato una scrittrice free-lance. Ha iniziato a seguire le orme della madre quando il suo primo romanzo è stato pubblicato nel 1924. La sua serie Qual è l'Amore? iniziò sul The Star a partire dal dicembre 1925 al febbraio 1926.
Il suo primo romanzo, Heatwave, scritto in collaborazione con Roland Pertwee, venne riprodotto al St James's Theater di Londra nel 1929. Denise Klein ha scritto sotto una varietà di pseudonimi, tra cui Denise Chesterton, Francesca Wright (usando un nome italiano), Ashley French, Harriet Gray, Hervey Hamilton e Julia Kane. Dopo aver sposato Arthur Robins, molti dei suoi libri sono stati scritti con il nome legale da matrimonio.
Robins sottoscrisse un contratto di dieci anni nel 1927 con Charles Boon, di Mills & Boon. Grazie a quest'ultimo la casa editrice ottenne gloria eterna assieme a quella della scrittrice.
Denise non solo divenne la più prolifica scrittrice vivente in Inghilterra e ovviamente fra i pubblicati della Mills & Boon, ma anche quella meglio pagata. Il primo libro scritto come Robins Nicholson è stato Vita e amore (1935), che è stato lanciato con una grande campagna pubblicitaria. La prima fotografia di Robins è stata scattata in occasione di una visita a Liverpool per aprire una nuova biblioteca.

## Attività letteraria
Durante la sua lunga carriera come scrittore, dal 1917 circa fino alla sua morte nel 1985, ha scritto certamente più di centosessanta libri. È stata eletta Presidente dell'Associazione degli Scrittori di Romanzi nel 1961. Al momento della sua morte nel 1985 i libri di Robins erano stati tradotti in quindici lingue e avevano venduto più di cento milioni di copie. Nel 1984, sono stati presi in prestito più di un milione e mezzo di volte dalle biblioteche inglesi.

## Opere
- Women Who Seek (1928)[4]
- Swing of Youth (1930)
- The Boundary Line (1932)
- Shatter the Sky (1933)
- How Great the Price (1935)
- Life and Love (1935)
- Little We Know (1941)
- Love Hath an Island (1950)
- Feast is Finished (1950)
- Heart of Paris (1951)
- Second Marriage (1951)
- Something to Love (1951)
- Only My Dreams (1951)
- The Other Love (1952)
- Strange Meeting (1952)
- First Long Kiss (1953)
- My True Love (1953)
- The Loves of Lucrezia (1953) (writing as Francesca Wright)
- Once is Enough (1953) (writing as Ashley French)
- Long Shadow (1954)
- Gold for the Gay Masters (1954) (writing as Harriet Gray)
- Venetian Rhapsody (1954)
- The Bitter Core (1954) (writing as Ashley French)
- Bitter-Sweet (1955)
- Unshaken Loyalty (1955)
- All That Matters (1956)
- Breaking Point (1956) (writing as Ashley French)
- The Enchanted Island (1956)
- Bride of Doom (1956) (writing as Harriet Gray)
- The Noble One (1957)
- Seagull's Cry (1957)
- The Flame and the Frost (1957) (writing as Harriet Gray)
- Bride of Violence (1957)
- Chateau of Flowers (1958)
- Untrodden Snow (1958)
- Do Not Go, My Love (1959)
- We Two Together (1959)
- Dance in the Dust (1959) (writing as Harriet Gray)
- Strange Rapture (1960)
- The Unlit Fire (1960)
- Arrow in the Heart (1960)
- A Promise is for Ever (1961)
- Were I Thy Bride (1961)
- My Lady Destiny (1961) (writing as Harriet Gray)
- This Spring of Love (1961)
- Slave Woman (1961)
- I Should Have Known (1961)
- And All Because (1961)
- Dark, Secret Love (1962) (writing as Julia Kane)
- Put Back the Clock (1962)
- Mad is the Heart (1963)
- Reputation (1963)
- Escape to Love (1964)
- Fever of Love (1964)
- Nightingale's Song (1964)
- The Sin Was Mine (1964) (writing as Julia Kane)
- More Than Love (1964)
- The World of Romance (1964)
- Time Runs Out (1965) (writing as Julia Kane)
- The Crash (1966)
- Loving and Giving (1966)
- Love is Enough (1966)
- Lightning Strikes Twice (1966)
- Uncertain Heart (1966)
- Passionate Flame (1966)
- Could I Forget (1967)
- Desert Rapture (1967)
- House of the Seventh Cross (1967)
- Wait for Tomorrow (1967)
- Love Me No More (1967)
- House by the Watch Tower (1968)
- Jonquil (1968)
- Laurence, My Love (1968)
- Lovers of Janine (1968)
- The Price of Folly (1968)
- Set the Stars Alight (1968)
- Two Loves (1968)
- This One Night (1968)
- Meet Me in Monte Carlo (1968)
- When a Woman Loves (1968)
- Khamsin (1969)
- Kiss of Youth (1969)
- Tiger in Men (1969)
- Love and Desire and Hate (1969)
- Love Like Ours (1969)
- Dust of Dreams (1970)
- Under the Sky (1970)
- I, Too, Have Loved (1970)
- Island of Flowers (1970)
- She Devil (1970) (writing as Francesca Wright)
- Life and Love (1970)
- Sweet Sorrow (1970)
- Sweet Cassandra (1970)
- Desire is Blind (1970)
- Give Me Back My Heart (1971)
- Winged Love (1971)
- Women Who Seek (1971)
- Forbidden (1971)
- Blaze of Love (1972)
- Snow Must Return (1972)
- You Have Chosen (1972)
- All for You (1972)
- The Changing Years (1972)
- Boundary Line (1973)
- Figs and Frost (1973)
- Gay Defeat (1973)
- Enduring Flame (1973)
- Other Side of Love (1973)
- To Love is to Live (1973)
- Twice Have I Loved (1973)
- Love Was a Jest (1973)
- Gypsy Lover (1974)
- The Strong Heart (1974)
- The Wild Bird (1974)
- The Dark Corridor (1974)
- Once is Enough (1974)
- Australian Opal Safari (1974)
- Second Best (1975)
- Story of Veronica (1975)
- Climb to the Stars (1976)
- Moment of Love (1976)
- O Love! O Fire! (1976)
- The Secret Hour (1976)
- Betrayal (1976)
- Brief Ecstasy (1976)
- It Wasn't Love (1976)
- Those Who Love (1976)
- Come Back, Yesterday (1976)
- Never Look Back (1977)
- Since We Love (1977)
- Never Give All (1977)
- Jezebel (1977, new edition of She Devil, first published 1970)
- Fauna (1978)
- Heatwave (1978)
- Family Holiday (1978)
- Let Me Love (1979)
- Restless Heart (1980)
- To Love Again (1980)
- Lucrezia (1981)
- Murder in Mayfair (1982)
- Greater Than All (1983)
- Love's Triumph (1983)
- Princess Passes (1983)
- Men Are Only Human (1984)
- The Cyprus Love Affair (1985)
- The Marriage Bond (1985)
- For the Sake of Love (1985)
- Masquerade of Love (1985)
- Life's a Game (1985)
- White Jade (1986)
- Sweet Love (1986)
- The Inevitable End (1986)
- All This for Love (1987)
- The Enchantress (1987)
- Infatuation (1987)
- The Woman's Side of It (1988)
- Set Me Free (1990)
- Dear Loyalty (1993)
- Gilded Cage (1998)
- Illusion of Love (2000)